# Durlston
Durlston – wieś w Anglii, w hrabstwie Dorset, w dystrykcie (unitary authority) Dorset. Leży 36 km na wschód od miasta Dorchester i 163 km na południowy zachód od Londynu.